# Mandevilla longiflora
Mandevilla longiflora là một loài thực vật có hoa trong họ La bố ma. Loài này được (Desf.) Pichon mô tả khoa học đầu tiên năm 1948.